# ウイルスのライフサイクル

インフルエンザウイルスのライフサイクル。
・侵入
・複製
・潜伏
・排出

ウイルス (英: virus) は、細胞の生殖機構を乗っ取り、代わりにウイルスの遺伝子構造と粒子を複製させることによってのみ、自分自身を複製することができる。ウイルスがどのようにしてこれを行うかは、主にウイルスが含む核酸DNAまたはRNAの種類に依存しており、どちらか一方であるが両方ではない。ウイルスは細胞外では機能したり、複製したりすることができず、生き延びるためには宿主細胞に完全に依存している。ほとんどのウイルスは種特異的であり、関連するウイルスは通常、狭い範囲の植物、動物、細菌、または真菌にのみ感染する。

## ライフサイクルプロセス

### ウイルス侵入
ウイルスが繁殖して感染を確立するには、ウイルスが宿主生物の細胞に侵入し、その細胞の材料を利用する必要がある。細胞に侵入するためには、ウイルスの表面のタンパク質が細胞のタンパク質と相互作用する。ウイルス粒子と宿主の細胞膜の間では、付着または吸着が起こる。細胞膜に穴が形成され、ウイルス粒子またはその遺伝的内容物が宿主細胞内に放出され、そこでウイルスゲノムの複製が開始される。

### ウイルス複製
次に、ウイルスは宿主細胞の複製機構を制御する必要がある。この段階で、宿主細胞の感受性(英: susceptibility)と許容性(英: permissibility)が区別される。許容性は、感染の結果を決定する。制御が確立され、ウイルスがそれ自身のコピーを作り始めるための環境が整えられると、数百万の複製が迅速に行われる。

### ウイルス排出
ウイルスがそれ自身のコピーを多数作成した後、子孫はいくつかの方法で細胞から離れ始めることがある。これは排出と呼ばれ、ウイルスのライフサイクルの最終段階である。

### ウイルス潜伏
一部のウイルスは細胞内に「隠れる」ことができ、これは宿主細胞の防御や免疫系を回避し、ウイルスの長期的な「成功」を高める可能性があることを意味する。この隠蔽(いんぺい)は潜伏と見なされる。この間、ウイルスは子孫を作らず、光やストレスなどの外部刺激がウイルスの活性化を促すまで、ウイルスは活動しないままでいる。